# Gryphon (banda)
Gryphon foi uma banda britânica de rock progressivo nos anos 1970, notável por seu som e instrumentação incomuns. O multi-intrumentista Richard Harvey e Brian Gulland, seu colega de graduação na Royal Academy of Music e músico de intrumentos de sopro de madeira, fundaram o grupo como um conjunto acústico, que misturava o folclore inglês tradicional com música medieval de influências renascentistas e árcades. Logo depois juntaram-se à dupla o guitarrista Graeme Taylor e o baterista e percussionista David Oberlé. Após sua primeira aparição em público, expandiram seu som para ao incluir guitarras elétricas e teclados junto com os instrumentos de sopro, como o fagote e o crumhorn, nunca usados antes no rock. A música do Gryphon às vezes soa bastante parecida com a canção de folclore rural inglesa ou canções renascentistas, mas também como rock, ao menos em suas primeiras gravações. Após seu terceiro álbum (Red Queen to Gryphon Three) e a turnê superior como banda de apoio ao Yes, sua instrumentação ficou mais convencional e o uso de instrumentos incomuns foi reduzido. Fãs e críticos geralmente consideram o álbum Midnight Mushrumps e o álbum instrumental Red Queen to Gryphon Three como os melhores da banda.

## Membros
- Brian Gulland
- Richard Harves
- David Oberlé
- Graeme Taylor
- Philip Nestor
- Malcolm Bennett
- Jonathan Davie
- Bob Foster

### Membros auxiliares
Esses músicos contribuíram para os discos, mas não foram membros da banda:
- Ernest Hart - (órgão em Midnight Mushrumps e Red Queen to Gryphon Three)
- Peter Redding - (Baixo acústico em Red Queen to Gryphon Three)
- Tim Sebastion co-wrote lyrics for Treason

## Discografia

### Álbuns
- Gryphon (1973)
- Midnight Mushrumps (1974)
- Red Queen to Gryphon Three (1974)
- Raindance (1975)
- Treason (1977)

Os álbuns foram lançados pelas Transatlantic Records, com excelção de Treason, lançado pela EMI.

### Coletâneas e outros lançamentos
- The Collection (1991)
- The Collection II (1995)
- About as Curious as It Can Be (2002) - 1974 & 1975 Performance para a rádio BBC
- Glastonbury Carol (2003) - 1972 & 1974 - Performance para a rádio BBC
- Crossing the Styles: The Transatlantic Anthology (2004)